# Giorgia Lo Bue
Giorgia Lo Bue (Palermo, 20 febbraio 1994) è una canottiera e medica italiana.

## Biografia
Nel 2018, durante i Campionati mondiali di canottaggio a Plovdiv, in Bulgaria, è divenuta campionessa del mondo, in coppia con la sorella Serena.
Nel 2023 consegue la laurea in medicina.